# Deadlines
Deadlines is een muziekalbum van de Britse band Strawbs. 

## Inleiding
Na twee goed ontvangen, maar matig verkochte elpees veranderde Strawbs weer van platenlabel. Dit keer was Arista aan de beurt, een platenmaatschappij die toch vooral bekendstond om matige persingen (althans in Nederland) en matige promotie voor hun artiesten. Deadlines vormde dan ook de eigenlijke zwanenzang van Strawbs. Cousins wilde er eigenlijk al met Burning for You mee ophouden. Clive Davis van Arista wist hem echter over te halen een volgend album op te nemen. Het management van Strawbs zag wel wat in muziekproducer Jeffrey Lesser, maar Cousins zag dat niet zo zitten. Dit kan ook wel komen omdat Lesser in Lambert een betere zangstem hoorde dan in Cousins; het is dan ook het eerste album van Strawbs waarop Lambert de openingstrack zingt.
Strawbs wordt dwarsgezeten door de punk, dat de muziekwereld in beroering brengt. En dat was ook letterlijk. Het album is gemixt in de Utopia geluidsstudio op het moment dat The Clash bezig is met de opnamen van hun album Give 'em Enough Rope, zij hadden dezelfde problemen met producer Sandy Pearlman als Strawbs met Lesser . Rod Coombes zag de bui al hangen en vertrok; Tony Fernandez nam zijn plaats in. De originele opnamen gemaakt in Dublin, Ierland raakten in de Air Studios in Londen beschadigd waardoor het album eigenlijk tweemaal is opgenomen. De tweede opname kon echter het peil van de eerste niet evenaren, aldus Cousins. 
De hoes is van  hoesontwerper Hipgnosis. Het album kreeg in 2012 een remasterde versie, dankzij donaties van fans. Er stonden een nieuwe nummer (Midnight) op en was aangevuld met demo's van oorspronkelijke versies.  

## Musici
- Dave Cousins – zang, gitaar,
- Dave Lambert – zang, gitaar,
- Chas Cronk – basgitaar, zang
- John Mealing, Robert Kirby – toetsen
- Tony Fernandez – slagwerk

## Muziek
| Nr. | Titel                                          | Duur |
| --- | ---------------------------------------------- | ---- |
| 1.  | No return (Cousins, Cronk)                     | 4:57 |
| 2.  | Joey and me (Cousins, Cronk, Lambert)          | 3:52 |
| 3.  | Sealed with a traitor’s kiss (Cousins)         | 3:21 |
| 4.  | I don’t want to talk about it (Cousins, Cronk) | 3:56 |
| 5.  | The last resort (Cousins, Cronk, Lambert)      | 4:10 |
| 6.  | Time and life (Cousins, Cronk)                 | 4:11 |
| 7.  | New beginnings (Cousins, Lambert)              | 3:40 |
| 8.  | Deadly nightshade (Cousins)                    | 3:56 |
| 9.  | Words of wisdom (Cousins)                      | 5:48 |

## Nasleep
Na dit album ging Strawbs wel weer de studio in, maar men kon niemand vinden, die het album wilde uitgeven. Deadlines bleef dus het enige album dat Strawbs opnam voor platenlabel Arista. Het werd ook wel gezien als stap terug gezien hun eerdere progfolkalbum uit hetzelfde decennium. Het album raakte een beetje in de vergetelheid. Toch kwamen er diverse heruitgaven van dit album uit, die uit 2013 door hun eigen platenlabel Witchwood Media. In 2019 volgde dan nog een veel uitgebreidere versie (3cd met DVD) op Esoteric Recordings. Heruitgaven gingen gepaard met bonus- en livetracks. Ook bij de heruitgave bij Esoteric werd door IO Pages geconstateerd dat het weliswaar grotendeels vergeten is, maar wel een schakel vormt de geschiedenis van de band die een combinatie bracht van progressieve rock en folk.